# Le Temps menaçant
Le Temps menaçant est un tableau du peintre belge René Magritte réalisé en 1929 à Cadaqués, en Espagne. Cette huile sur toile surréaliste représente un torse de femme, un tuba et une chaise flottant sous la forme de nuages blancs au-dessus d'un bord de mer. Acquise via Art Fund en 1995, elle est conservée à la Scottish National Gallery of Modern Art, à Édimbourg, au Royaume-Uni.